# The McCoys
A The McCoys egy amerikai rockegyüttes volt, amelyet az Indiana állambeli Union City-ben alapítottak meg 1962-ben. Az együttest Rick Zehringer és Randy Zehringer testvérpáros alapította meg. Leghíresebb slágerük a Hang On Sloopy volt. 1964-ben jelent meg, és egy hétig vezette az amerikai slágerlistát. 1969-ben feloszlottak.

## Lemezek

### Stúdiólemezek
- Hang On Sloopy (1965)
- (You Make Me Feel) So Good (1966)
- Infinite McCoys (1969)
- Human Ball (1969)
- Hang On Sloopy – The Best of the McCoys (1995)

### Kislemezek
- 1965: Hang On Sloopy
- 1965: Fever
- 1966: C'mon let’s Go
- 1967: Up and Down